# フィクション・レコード
フィクション・レコード (Fiction Records) は、ユニバーサルミュージック・グループ傘下のイギリスのレコードレーベルである。20年以上にわたってザ・キュアーの所属レーベルだったことで知られている。

## 歴史
フィクションは1978年にクリス・パリー (Chris Parry)によって設立された。1992年にはザ・キュアーのアルバム『ウィッシュ』がレーベル初の全英アルバムチャート1位に輝いた。しかし、1990年代初めにポリドールが買収してからは、時折ザ・キュアーの作品をリリースする以外は活動がなく、10年以上にわたって事実上の休眠状態に置かれた。
2004年1月、フィクションはJoe Munns、Paul Smernicki、Jim Chancellorによって復活を果たす。ポリドールではポップ系のアーティストが大半を占めていたことから、ギターロック色の強いレーベルに位置づけられた。最初のリリースとなったスノウ・パトロールのシングル「Run」は全英シングルチャート5位にランクインし、続いてリリースされたアルバム『ファイナル・ストロー』は全世界で200万枚以上を売り上げるヒット作となった。
2014年現在、フィクションにはスノウ・パトロールの他、クリスタル・キャッスルズ、イアン・ブラウン、カイザー・チーフス、ザ・マッカビーズ、エルボー、ホワイト・ライズらが所属している。